# Diogo Antunes
Pour les articles homonymes, voir Antunes.
Diogo José Pereira de Fortunato Antunes (né le 2 novembre 1992 à Oeiras) est un athlète portugais, spécialiste du sprint.

## Carrière
Son record personnel sur 100 m est de 10 s 27	(+1.7 m/s) à Salamanque, le 3 juin 2017.
En août 2014, il bat le record du Portugal du relais 4 x 100 m, en 38 s 79, avec ses coéquipiers Francis Obikwelu, Yazaldes Nascimento et Arnaldo Abrantes.

## Palmarès
| Date | Compétition           | Lieu     | Résultat | Épreuve   | Temps   |
| ---- | --------------------- | -------- | -------- | --------- | ------- |
| 2012 | Championnats d'Europe | Helsinki | 6e       | 4 x 100 m | 39 s 96 |
| 2014 | Championnats d'Europe | Zurich   | finale   | 4 x 100 m | DNF     |
| 2018 | Championnats d'Europe | Berlin   | 7e       | 4 x 100 m | 39 s 07 |

## Records
| Épreuve | Épreuve   | Temps   | Lieu       | Date           |
| ------- | --------- | ------- | ---------- | -------------- |
| 100 m   | Plein air | 10 s 27 | Salamanque | 3 juin 2017    |
| 200 m   | Plein air | 20 s 94 | Leiria     | 8 juillet 2018 |